# Ronde van Vlaanderen 1954
De 38ste editie van de Ronde van Vlaanderen werd verreden op 4 april 1954 over een afstand van 255 km van Gent naar Wetteren. De gemiddelde uursnelheid van de winnaar was 33,774 km/h. Van de 230 vertrekkers bereikten er 38 de aankomst.

## Koersverloop
Op 25 km van de aankomst ontsnapte een groep van 25 renners met Raymond Impanis, Louison Bobet en François Mahé. De Fransen probeerden Impanis te lossen, maar het omgekeerde gebeurde. Impanis reed solo naar de eindmeet.

## Hellingen
- Kluisberg
- Kwaremont
- Kruisberg
- Edelareberg
- Kloosterstraat

## Uitslag
| Rang | Renner                | Land      | Ploeg               | Tijd   |
| ---- | --------------------- | --------- | ------------------- | ------ |
| 1    | Raymond Impanis       | België    | Mercier-Hutchinson  | 7h33'  |
| 2    | François Mahé         | Frankrijk | Bertin-d'Alessandro | op 33" |
| 3    | Alfons Van den Brande | België    | Libertas            | z.t.   |
| 4    | Marcel Rijckaert      | België    | Mercier-Hutchinson  | z.t.   |
| 5    | Marcel De Mulder      | België    | Terrot-Hutchinson   | z.t.   |
| 6    | Marcel Hendrickx      | België    | Arbos - Bubba       | op 45" |
| 7    | André Rosseel         | België    | Terrot-Hutchinson   | z.t.   |
| 8    | Valère Ollivier       | België    | Bertin-d'Alessandro | z.t.   |
| 9    | Roger Decock          | België    | Bertin-d'Alessandro | z.t.   |
| 10   | Alfredo Martini       | Italië    | Atala               | z.t.   |

1913 · 
1914 · 
1915 · 
1916 · 
1917 · 
1918 · 
1919 · 
1920 · 
1921 · 
1922 · 
1923 · 
1924 · 
1925 · 
1926 · 
1927 · 
1928 · 
1929 · 
1930 · 
1931 · 
1932 · 
1933 · 
1934 · 
1935 · 
1936 · 
1937 · 
1938 · 
1939 · 
1940 · 
1941 · 
1942 · 
1943 · 
1944 · 
1945 · 
1946 · 
1947 · 
1948 · 
1949 · 
1950 · 
1951 · 
1952 · 
1953 · 
1954 · 
1955 · 
1956 · 
1957 · 
1958 · 
1959 · 
1960 · 
1961 · 
1962 · 
1963 · 
1964 · 
1965 · 
1966 · 
1967 · 
1968 · 
1969 · 
1970 · 
1971 · 
1972 · 
1973 · 
1974 · 
1975 · 
1976 · 
1977 · 
1978 · 
1979 · 
1980 · 
1981 · 
1982 · 
1983 · 
1984 · 
1985 · 
1986 · 
1987 · 
1988 · 
1989 · 
1990 · 
1991 · 
1992 · 
1993 · 
1994 · 
1995 · 
1996 · 
1997 · 
1998 · 
1999 · 
2000 · 
2001 · 
2002 · 
2003 · 
2004 · 
2005 · 
2006 · 
2007 · 
2008 · 
2009 · 
2010 · 
2011 · 
2012 · 
2013 · 
2014 · 
2015 · 
2016 · 
2017 · 
2018 · 
2019 · 
2020 · 
2021 · 
2022 · 
2023 · 
2024
Lijst van beklimmingen